# Gessnertind
Gessnertind är en bergstopp i Antarktis. Den ligger i Östantarktis. Norge gör anspråk på området. Toppen på Gessnertind är 3 020 meter över havet, eller 1 172 meter över den omgivande terrängen. Bredden vid basen är 6,3 km.
Terrängen runt Gessnertind är varierad.  Trakten är obefolkad. Det finns inga samhällen i närheten. 